# Dave Draijer
Dorotheus Wilhelmus (Dave) Draijer (Heemstede, 30 september 1973) is een Nederlandse honkballer.
Dave Draijer is een rechtshandige werper. Hij begon zijn honkbalcarrière bij RCH uit Heemstede waar hij in 1992 debuteerde in het eerste team in de hoofdklasse als werper. Hierna kwam hij ook vele malen uit voor het Nederlands honkbalteam. In 1999 ging hij spelen voor HCAW uit Bussum waar hij tot 2004 voor zou uitkomen. In 2001 deed hij met het Nederlands team mee aan de wereldkampioenschappen, het World Port Tourmanent en de Europese kampioenschappen. In 2002 speelde hij mee tijdens de Intercontinental Cup en in 2003 de wereldkampioenschappen en het World Port Tournament. In 2004 maakte hij tevens deel uit van het olympische team dat deelnam aan de spelen van Athene. In 2005 ging Draijer spelen voor de Konica Minolta Pioniers uit Hoofddorp. Hij kwam ook in dat jaar weer uit voor het Nederlands team tijdens Europese en wereldkampioenschappen en een jaar later tijdens de Haarlemse Honkbalweek waar hij uitgeroepen werd tot beste werper van het toernooi. Draijer maakte deel uit van de Nederlandse selectie die door het winnen van het Europese kampioenschap van 2007 de kwalificatie voor de Olympische Spelen van 2008 afdwong en kwam daarna nog uit tijdens het World Port Tournament. Op 8 augustus werd hij als lastminutevervanging van de geblesseerde Loek van Mil opgeroepen voor de ploeg die meedoet aan de Olympische Spelen van 2008 te Peking. Ook in 2009 en 2010 kwam hij uit voor het Nederlands team. In 2010 deed hij mee aan de Haarlemse Honkbalweek. In 2011 is hij als scout voor het Nederlands Honkbalteam gestart. Draijer werkt als hypotheekadviseur bij DM financiële planning te Hoofddorp DMfp).
Sharnol Adriana · 
Wladimir Balentien · 
Johnny Balentina · 
Patrick Beljaards · 
Maikel Benner · 
Yurendell de Caster · 
Ivanon Coffie · 
Rob Cordemans · 
Robin van Doornspeek · 
Dave Draijer · 
Evert-Jan 't Hoen · 
Chairon Isenia · 
Eelco Jansen · 
Sidney de Jong · 
Ferenc Jongejan · 
Eugene Kingsale · 
Dirk van 't Klooster · 
Patrick de Lange · 
Raily Legito · 
Calvin Maduro · 
Diego Markwell · 
Ralph Milliard · 
Harvey Monte · 
Alexander Smit
Sharnol Adriana · 
David Bergman · 
Leon Boyd · 
Yurendell de Caster · 
Rob Cordemans · 
Dave Draijer · 
Michael Duursma · 
Bryan Engelhardt · 
Percy Isenia · 
Sidney de Jong · 
Michiel van Kampen · 
Eugene Kingsale · 
Dirk van 't Klooster · 
Roel Koolen · 
Raily Legito · 
Diego Markwell · 
Shairon Martis · 
Martijn Meeuwis · 
Danny Rombley · 
Jeroen Sluijter · 
Tjerk Smeets · 
Alexander Smit · 
Juan Carlos Sulbaran · 
Pim Walsma